# Тихвинско гробище
Тихвинското гробище (на руски: Тихвинское кладбище) се намира в Александро-Невската лавра, в Санкт Петербург, Русия.

## История
В началото на XIX век Лазаревското гробище на Александро-Невската лавра е препълнено и е решено да се отдели нов участък за погребения. Гробището, първоначално наречено Ново-Лазаревско, е отворено през 1823 година. През 1869 – 1871, в северната му част е издигната църква за опяване на покойните, осветена в името на чудотворната икона на Тихвинската Богородица. Парите за строителство на храма, във византийско-руски стил, са дарение от търговците Полежаеви, за чиито семейства се отделят 20 парцела с по 13 гробни места. В 1876 година Ново-Лазаревското гробище е преименувано в Тихвинско. Храмът е закрит в 1931 година и превърнат в пощенска станция.
През годините 1935 – 1937, съветската власт осъществява реконструкция и препланировка на гробището (архитекти Е. Н. Сандлер и Е. К. Реймерс), във връзка с организаране на така наречения „Некропол на майсторите на изкуствата“. В новосъздадения „мемориален парк“ от други гробища на града (Фарфоровско гробище, Митрофаниевско гробище (унищожено заедно с храмовете), Малоохтинско православно гробище, Виборгско римокатолическо гробище (унищожено), Смоленско православно гробище, Смоленско лютеранско гробище, Смоленско арменско гробище, Волковско православно гробище, Волковско лютеранско гробище, Новодевичо гробище и Николско гробище) са докарани около 60 надгробни плочи и паметници, обявени за исторически и художествени ценности. В същото това време на самото Тихвинско гробище се унищожават много гробове, които, по мнението на тогавашните власти, „не представляват никаква ценност“.
Днес в некропола са представени паметници, издигнати в периода от втората половина на 19 век до наше време, при явно преобладаващи от края на 19 век и началото на 20 столетие. За тях е характерен образният монументализъм, свойствен на руския класицизъм от епохата на неговия разцвет. Паметниците нерядко се отличават с усложнена композиция, наситена с второстепенни детайли, а портретите – със стремеж към натуралистично изобразяване на личността. Паметниците донякъде са групирани според творческата близост на персонажите. Уточнението, дали паметникът е на гроб или е кенотаф, отсъства.
Измежду авторите на паметниците се срещат имената на С.И. Витали, П.П. Галберг, И.Я. Забело, В.А.Гинцбург, Н.А. Беклемишев, Иван Лаверецки, Александър Теребеньов, И.И. Беноа, И.Е. Горностаев, А.В. Лансере, Алексей Шчусев и други.
Дълги десетилетия след погребението през 1966 година на Николай Черкасов гробището се счита затворено. Единствени изключения са направени за праха на композитора Александър Глазунов, пренесен от Франция през 1972 година, и Георгий Товстоногов, погребан там през 1989 година.

## Знаменитости
В поместената по-долу таблица са представители на руско-съветската интелигенция. Тук се намират гробовете и паметниците на композитори, художници, писатели, актьори и актриси, творци в балетното изкуство, режисьори, скулптори, историци, политици и други.
| Име                                | Роден (а) | Починал (а) | Занятие                        |
| ---------------------------------- | --------- | ----------- | ------------------------------ |
| Александър Бородин                 | 1833      | 1887        | композитор                     |
| Александър Глазунов                | 1865      | 1936        | композитор                     |
| Александър Даргомижки              | 1813      | 1869        | композитор                     |
| Александър Иванов                  | 1806      | 1858        | художник                       |
| Александър Серов                   | 1820      | 1871        | композитор                     |
| Анатолий Лядов                     | 1855      | 1914        | композитор                     |
| Антон Аренски                      | 1861      | 1906        | композитор                     |
| Антон Рубинщайн                    | 1829      | 1894        | композитор                     |
| Архип Куинджи                      | 1841      | 1910        | художник                       |
| Борис Кустодиев                    | 1878      | 1927        | художник                       |
| Василий Андреев                    | 1861      | 1918        | композитор                     |
| Василий Демут-Малиновски           | 1779      | 1846        | скулптор                       |
| Василий Жуковски                   | 1783      | 1852        | поет                           |
| Вера Комисаржевска                 | 1864      | 1910        | актриса                        |
| Владимир Стасов                    | 1824      | 1906        | музикален и художествен критик |
| Георгий Товстоногов                | 1915      | 1989        | театрален режисьор             |
| Дмитрий Бортнянски                 | 1751      | 1825        | композитор                     |
| Евгений Баратински                 | 1800      | 1844        | поет                           |
| Екатерина Корчагина-Александровска | 1874      | 1951        | актриса                        |
| Иван (Джовани) Витали              | 1794      | 1855        | скулптор                       |
| Иван Крамской                      | 1837      | 1887        | художник                       |
| Иван Крилов                        | 1769      | 1844        | поет, баснописец               |
| Иван Шишкин                        | 1832      | 1898        | художник                       |
| Иля Гинцбург                       | 1859      | 1939        | скулптор                       |
| Мариус Петипа                      | 1818      | 1910        | балетмайстор                   |
| Милий Балакирев                    | 1837      | 1910        | композитор                     |
| Михаил Иванович Авилов             | 1882      | 1954        | художник                       |
| Михаил Глинка                      | 1804      | 1857        | композитор                     |
| Модест Мусоргски                   | 1839      | 1881        | композитор                     |
| Николай Карамзин                   | 1766      | 1826        | историк, литератор             |
| Николай Римски-Корсаков            | 1844      | 1908        | композитор                     |
| Николай Черкасов                   | 1903      | 1966        | актьор                         |
| Осип Петров                        | 1806      | 1878        | оперен певец                   |
| Пьотър Вяземски                    | 1792      | 1878        | поет                           |
| Пьотър Клодт                       | 1805      | 1867        | скулптор                       |
| Пьотър Чайковски                   | 1840      | 1893        | композитор                     |
| Фьодор Бруни                       | 1799      | 1875        | художник                       |
| Фьодор Достоевски                  | 1821      | 1881        | писател                        |
| Цезар Кюи                          | 1835      | 1918        | композитор                     |
| Юрий Лисянски                      | 1773      | 1837        | мореплавател                   |